# ANF Les Mureaux 113
L'ANF Les Mureaux 113 era un monomotore biposto multiruolo prodotto dall'azienda francese ANF Les Mureaux negli anni trenta.
Sviluppo del precedente ANF Les Mureaux 110, venne utilizzato come ricognitore e caccia notturno leggero nei reparti dell'Armée de l'air, l'aeronautica militare francese, fino alle prime fasi della seconda guerra mondiale.

## Utilizzatori
Francia
- Armée de l'air